# بخش مرکزی شهرستان لالی
بخش مرکزی شهرستان لالی یکی از بخش‌های تابعه شهرستان لالی در استان خوزستان در جنوب غربی ایران است.

## تقسیمات کشوری
- بخش مرکزی 
  - دهستان دشت لالی
  - دهستان سادات

شهرها: لالی

## جمعیت
بنابر سرشماری مرکز آمار ایران، جمعیت بخش مرکزی شهرستان لالی در سال ۱۳۸۵ برابر با ۲۷۵۲۱ نفر بوده است.